# Spartan C4
Spartan C4 — американский многоцелевой самолёт разработанный в 1930 году компанией Spartan Aircraft Company.

## История
Этот коммерческий проект был реализован благодаря возрастающему спросу заказчиков на многоместные монопланы с закрытой кабиной. Первый вариант самолёта C4-225 был оснащён двигателем Wright J-6 мощностью 225 л. с. и выпущен в количестве 5 штук. Последующую версию машины получившую название C4-300 оснастили двигателем Wright R-975 мощностью 300 л. с., а далее последовала версия C4-301 с двигателем Pratt & Whitney R-985 Wasp Junior мощностью в 300 л. с., этих машин изготовили по одному экземпляру. В общей сложности удалось получить заказы на 7 самолётов Spartan C4, что и обусловило количество выпущенных машин.

## Конструкция
Spartan C4 представлял собой моноплан с высоко расположенным подкосным крылом. Закрытая кабина вмещала одного пилота и трёх пассажиров. Шасси с хвостовым колесом. Каркас фюзеляжа изготовлен из стальных труб, крыло из дерева, весь самолёт имел полотняное покрытие.

### Технические характеристики
Вариант С-4-225
- Экипаж: 1 пилот, 3 пассажира
- Длина: 9,60 м
- Размах крыла: 15.24 м.
- Высота: 2,74 м
- Площадь крыла: 27.78 м²
- Профиль крыла:
- Масса пустого: 1 054 кг
- Масса снаряжённого:
- Нормальная взлётная масса: 1 155 кг
- Максимальная взлётная масса: 1 594 кг
- Двигатель ПД Wright J6
- Мощность: 1 x 225 л. с.

### Лётные характеристики
- Максимальная скорость: 209 км / ч
  - у земли:
  - на высоте м:
- Крейсерская скорость: 177 км / ч
- Практическая дальность: 1 127 км
- Практический потолок: 4 328 м
- Скороподъёмность: 244 м/мин
- Нагрузка на крыло: кг/м²
- Тяговооружённость: Вт/кг
- Максимальная эксплуатационная перегрузка:[1]